# Dîvân-e Shams-e Tabrîzî
Dîvân-e Shams-e Tabrîzî  (en français : Les Travaux de Shams de Tabriz, en persan : دیوان شمس تبریزی) est un recueil de poèmes écrits par le poète persan et mystique soufi Djalâl ad-Dîn Rûmî, également connu sous le nom de Rûmî.
Compilation de poèmes lyriques écrits en persan, il contient plus de 40 000 vers et plus de 3 000 ghazals,. Tout en suivant la longue tradition de la poésie soufie ainsi que les conventions métriques traditionnelles des ghazals, les poèmes du Divan caractérisent le style poétique unique de Rûmî.
Écrit à la suite de la disparition du professeur spirituel de Rûmî, Shams ed Dîn Tabrîzî, le Divan est dédié à Shams et contient de nombreux versets le louant et déplorant sa disparition. Bien que n'étant pas une œuvre didactique, le Divan explore encore des thèmes philosophiques profonds, en particulier ceux de l'amour et du désir.

## Contenu
Le Divan contient des poèmes dans plusieurs styles poétiques orientaux-islamiques différents (par exemple ghazals, élégies, quatrains, etc. ). Il contient 44 292 lignes (selon l'édition de Foruzanfar, qui est basée sur les manuscrits les plus anciens disponibles) ; 3 229 ghazals dans cinquante-cinq mètres différents (34 662) ; 44 bandes tarji (1 698 lignes); et 1 983 quatrains (7 932 lignes). Bien que la plupart des poèmes soient écrits en persan, il y en a aussi en arabe, ainsi que des poèmes trilingues écrits en turc, arabe et grec.

## Forme et style
La plupart des poèmes du Divan suivent la forme d'un ghazal, un type de poème lyrique souvent utilisé pour exprimer des thèmes d'amour et d'amitié ainsi que des sujets théologiques soufis plus mystiques. Par convention, les poètes écrivant des ghazals adoptent souvent des personnages poétiques qu'ils invoquent ensuite comme noms de plume à la fin de leurs poèmes, dans ce qu'on appelle des takhallos. Rûmi signe la plupart de ses propres ghazals en tant que Khâmush (Silence) ou Shams-i Tabrizi.
Bien qu'appartenant à la longue tradition de la poésie soufie, Rûmi développe son propre style unique. Notamment, en raison de la manière improvisée dont Rûmi compose ses poèmes, une grande partie de la poésie de Rûmi présente style extatique qui diffère des œuvres d'autres poètes islamiques. Rûmi trouve manifestement que les contraintes métriques traditionnelles des ghazals sont trop contraignantes, déplorant dans un ghazal que l'adaptation de ses poèmes dans le mètre ghazal traditionnel «dum-ta-ta-dum» est un processus si terrible qu'il l'a tué.

## Origines et histoire
En 1244, Rûmi, alors juriste et conseiller spirituel travaillant à la demande du Sultan Seldjoukide de Roum rencontre un derviche soufi errant nommé Shams ed Dîn Tabrîzî à Konya,. Rûmi, qui n'avait auparavant aucune formation en poésie s'attache rapidement à Shams. Ce dernier agit en tant que professeur spirituel pour Rûmi et lui présente la musique, la poésie chantée et la danse à travers les samas soufis. Shams quitte brusquement Konya en 1246 revient un an plus tard, puis disparaît à nouveau en 1248, ayant peut-être été assassiné.
Au cours de la premier année d'absence de Shams, Rûmi lui écrit des lettres poétiques plaidant pour son retour. Après sa deuxième disparition, Rûmi fait de même et retourne à l'écriture de poésie louant Shams et déplorant sa disparition. Ces poèmes auraient été rassemblés après la mort de Rûmi par ses étudiants sous le nom de Dîvân-e Shams-e Tabrîzî.
Les dates de création de certains des poèmes du Divan sont inconnues. Cependant, une grande partie des poèmes du Divan a été écrite après la seconde disparition de Shams. Par conséquent, la plupart des poèmes datent probablement d'environ 1247 et des années qui ont suivi jusqu'à ce que Rûmi surmonte le chagrin de la perte de son mentor. Soixante-dix autres poèmes du Divan sont écrits après la confirmation à Rûmi de la mort de Shams. Rûmi dédie ces poèmes à son ami Salah al-Din Zarkub, mort en décembre 1258.
Au XVIe siècle, la plupart des éditeurs organisent les poèmes dans le Divan par ordre alphabétique selon la dernière lettre de chaque ligne, sans tenir compte des différents mètres et sujets des poèmes. Cette méthode pour organiser des poèmes lyriques dans le Divan est encore utilisée dans les éditions iraniennes modernes du Divan. Les éditions turques, cependant, suivent la pratique de l'ordre mevlevi et regroupent les poèmes par mètre.
Le premier exemplaire imprimé du Divan est réalisé en Europe en 1838 par Vincenz von Rosenzweig-Schwannau, qui imprime soixante-quinze poèmes d'une authenticité douteuse. Reynold A. Nicholson produit un texte plus sélectif de cinquante ghazals du Divan, bien que l' édition critique de Badi al-Zaman Foruzanfar détermine depuis que plusieurs des sélections de Nicholson sont inauthentiques. En 1957, Foruzanfar publie une collection critique de poèmes du Divan basée sur des manuscrits écrits dans les cent ans suivant la mort de Rûmi.

## Thèmes

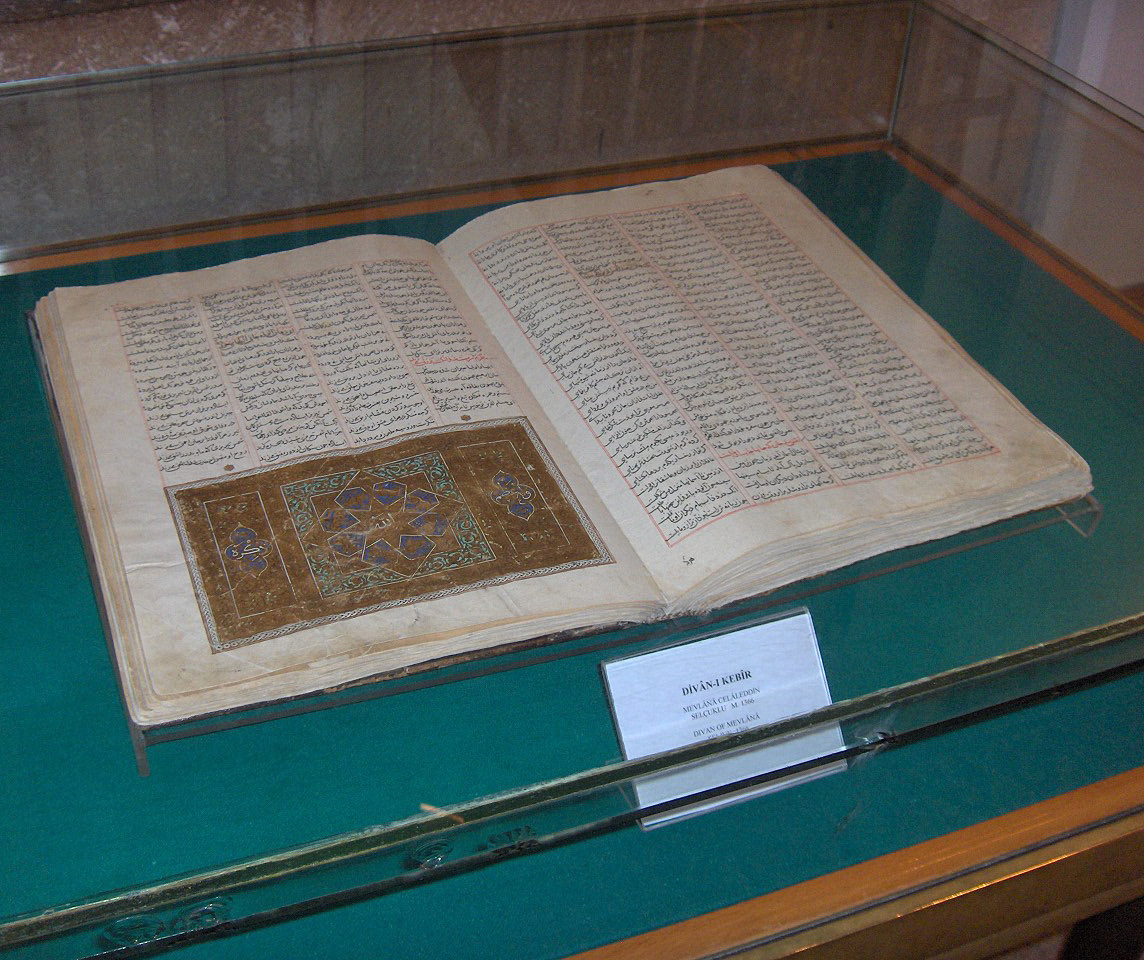
Pages d'un manuscrit de 1366 du Dîvân-e Shams-e Tabrîzî dans le mausolée de Mevlâna, Konya, Turquie.

Bien que le Divan ne soit pas, contrairement au Masnavi de Rûmi, un travail didactique, il reste un travail profondément philosophique, exprimant la théologie mystique soufie de Rûmi. Parmi les thèmes les plus importants du Divan figurent ceux de l'amour et du désir. Certains érudits de Rûmi tels que Rokus de Groot soutiennent que Rûmi rejette le désir en faveur d'une unité divine, ou tawhid, un concept que de Groot considère comme provenant de la déclaration de la Chahada selon laquelle il n'y a pas d'autre divinité que Dieu.
Selon de Groot, Rûmi soutient que le désir de comprendre quelque chose au-delà de soi crée nécessairement une dualité entre les sujets et les objets. Ainsi, ceux qui sont ivres d'amour, comme l'écrit Rûmi, sont doubles, tandis que ceux ivres de Dieu sont unis comme un seul. De Groot soutient que la philosophie de Rûmi de l'unité de l'amour explique pourquoi Rûmi signe environ un tiers du Divan sous le nom de Shams ed Dîn Tabrîzî : en écrivant comme si lui et Shams étaient la même personne, Rûmi répudie le désir qui le tourmente après la disparition de Shams au profit de l'unité de tous les êtres trouvé dans l'amour divin.
En revanche, Mostafa Vaziri plaide pour une interprétation non islamique de Rûmi. De son point de vue, les références de Rûmi à l'amour composent un Mazhab-e 'Ishq séparé, ou «religion de l'amour», qui est universaliste plutôt que d'une perspective uniquement islamique. Vaziri postule que la notion d'amour de Rûmi est une désignation de la réalité incorporelle de l'existence qui se situe en dehors de la conception physique. Ainsi, selon Vaziri, les références de Rûmi à Shams dans le Divan ne se réfèrent pas à la personne de Shams mais à l'universalité englobante de l'amour.

## Héritage
Le Divan influence plusieurs poètes et écrivains. Les transcendantalistes américains tels que Ralph Waldo Emerson et Walt Whitman connaissent le Divan et sont inspirés par son mysticisme philosophique. De nombreux poètes de la fin de l'époque victorienne et géorgienne en Angleterre connaissaient également Rûmi grâce la traduction du Divan par Reynold A. Nicholson. L'éminent interprète de Rûmi, Coleman Barks, utilise des sélections de la traduction de Nevit Ergin dans ses propres réinterprétations de Rûmi, bien qu'avec une controverse quant à l'exactitude et l'authenticité de l'interprétation de Barks.